# Toni Mayor Suarez
Antonio Toni Mayor Suarez (Benidorm, 1953) és un empresari valencià, president de la patronal hotelera Hosbec des de 2008.
La seua família es dedicava a la construcció i amb l'inici del boom turístic a Benidorm (la Marina Baixa) als anys 50 i 60 del segle xx, construïren i regentaren l'hostal Foietes a partir del qual van anar creixent fins a constituir el grup empresarial Port Hotel, una empresa familiar amb 7 establiments hotelers (Benidorm, Calp, Dénia, Elx, Sant Joan d'Alacant i València) i 3.500 places.
Toni Mayor va participar el 1977 amb la fundació de l'Associació Hostalera de Benidorm, Costa Blanca i la Comunitat Valenciana-Hosbec que presideix des de 2008.
En l'àmbit polític es defineix com nacionalista valencià i va ser regidor a l'ajuntament de Benidorm durant la primera legislatura de l'etapa democràtica (1979-1983) en representació del Partit Nacionalista del País Valencià (PNPV).